# Rocket Riot
Rocket Riot is een computerspel dat werd ontwikkeld door het Nederlandse Codeglue. Het spel is uitgegeven door THQ en werd uitgebracht op 17 juni 2009. Op 11 november 2011 werd het spel uitgebracht op iOS. Op 19 oktober 2016 is het spel uitgebracht op Steam en Windows 10.

## Gameplay
Rocket Riot is een arena-shooter waarin de speler een door een jetpack aangedreven personage bestuurt. Het personage is uitgerust met een raketwerper. Het personage kan zich in elke richting door de arena verplaatsen. Spelers bewegen zich in een gesloten arena, waar de speler elk object kan vernietigen met zijn raketten.